# Gustav Albert Stiasny
Gustav Albert Stiasny (* 10. Dezember 1877 in Wien, Österreich; † 12. Juni 1946 in Leiden, Niederlande) war ein niederländischer Zoologe österreichischer Herkunft. Sein Forschungsschwerpunkt war die Meeresbiologie.

## Leben und Wirken
Nach dem Besuch der Volksschule und des Gymnasiums meldete sich Stiasny freiwillig zur Österreichisch-Ungarischen Armee. Nach einem Jahr verließ er die Armee und arbeitete im Handelsunternehmen seines Vaters. Beeinflusst durch Ernst Haeckel, Karl Grobben und Berthold Hatschek entwickelte Stiasny ein Interesse an der Zoologie und studierte in Wien und Jena. 1903 wurde er an der Universität Wien promoviert. 
Anschließend bereiste er mit dem Forschungsschiff Michael Sars die nordatlantischen Gewässer. Auf dieser Expedition machte er Bekanntschaft mit den Meeresforschern Jakob Johan Adolf Appellöff (1857–1921), Bjørn Helland-Hansen (1877–1957), Johan Hjort (1869–1948) und Haakon Hasberg Gran (1870–1955). 1906 nahm Stiasny an einer Expedition der Universität Wien an die Westküste Grönlands teil. Danach arbeitete er bis 1912 als Assistent von Professor Carl Isidor Cori (1865–1954) an der ehemaligen biologischen Meeresstation in Triest. Während seiner Zeit bei Cori unternahm er Expeditionen ins Mittelmeer, zu den Azoren, zu den Kanarischen Inseln sowie nach Argentinien, Uruguay und Brasilien. 
1912 arbeitete er als Volksschullehrer in Wien. Ein Jahr später wurde er Leiter der Forschungsabteilung für Plankton und Fischerei an der Zoologischen Station Neapel. Während des Ersten Weltkriegs diente er in Albanien, Serbien und Mazedonien. 
1915 heiratete Stiasny die niederländische Zoologin Gerarda Wijnhoff. 1919 wurde er Kurator für marine Wirbellose am Rijksmuseum van Natuurlijke Historie (heute Naturalis) in Leiden. 1925 wurde Stiasny niederländischer Staatsbürger. 1929 war er stellvertretender Direktor der Zoologisch Station der Nederlandsche Dierkundige Vereeniging (Zoologische Station der Niederländischen Zoologischen Vereinigung) in Den Helder. Kurz darauf wurde er Dozent an der Universität Leiden. 
Als die Nationalsozialisten 1940 in die Niederlande einmarschierten, musste Stiasny, der Jude war, das Museum verlassen. Jedoch war er in der Lage, unter Schwierigkeiten, seine systematische und biogeografische Forschungsarbeit fortzusetzen. 
Stiasny lieferte wichtige Erkenntnisse über die Larven der Eichelwürmer im Mittelmeer. Als Kurator in Leiden verfasste er Revisionen über mehrere Gruppen von marinen Wirbellosen, insbesondere über die Schirmquallen. Neben zahlreichen Nesseltiertaxa beschrieb Stiasny die Gattungen Punnettia, Paradrepanophorus, Mastigietta, Acromitoides und Crambionella.

## Dedikationsnamen
1938 benannte Henry Bryant Bigelow die Würfelqualle Manokia stiasnyi aus den Gewässern Neuguineas zu Ehren von Gustav Albert Stiasny. Weitere Taxa sind Tornaria stiasnyi (Bjornberg 1954) und Wrightella stiasnyi (Van Ofwegen 1989).

## Werke (Auswahl)
- 1913: Das Plankton des Meeres
- 1921: Studien über Rhizostomeen mit besonderer Berücksichtigung der Fauna des Malaiischen Archipels nebst einer Revision des Systems
- 1925: Zur Entwicklung und Phylogenie der Catostylidae
- 1927: Die Tornarien: Kritik der Beschreibungen und Vergleich sämtlicher bekannter Enteropneustenlarven
- 1934: Über einige exotische Tornarien
- 1936: Gorgonaria von Cap Blanco (Westafrika, Mauretanien)
- 1935–37: Die Gorgonacea der Siboga-Expedition. Supplement 1-2
- 1937: Revision der Scleraxonia, mit Ausschluss der Melitodidae und Coralliidae
- 1938: Die von Dr. C. Dawydoff in Französisch Indochina gesammelten Gorgonarien
- 1938: Die Scyphomedusen des Roten Meeres
- 1940: Alcyonaria und Gorgonaria von Südafrika: aus der Sammlung des South African Museum, Capetown